# 1622 год в России
Царствование: 1613—1645 — Михаила Фёдоровича

## События
- К Калуге подошли польские войска, но были отбиты присланными из Москвы русскими отрядами[1].
  - Острог Тутаева сожжён поляками (не восстанавливался) (см. 1609 и 1617 года)[2].
- Царский указ о посадской монополии на откуп таможенных сборов.
- 1622—1628 — в Ногайской Орде, находящейся в вассальной зависимости от Русского государства, назначен последний бий Канай, внук Исмаила, который занимал свой пост номинально[3].
- 1622—1624 — Хворостинин Иван Андреевич отправлен в ссылку в Кирилло-Белозерский монастырь по обвинению в ереси и попытке бежать в Речь Посполитую[4].
- В Тобольске произошло выступление служилых и посадских людей против воеводской власти (см. 1632 и 1667)[5].
- Пожалованы окольничеством: Лыков Фёдор Иванович[6].
- Пожалованы боярством: Одоевский Иван Иванович, Головин Семён Васильевич, Сицкой Андрей Васильевич[6].
- Местничество: Татищев Юрий Игнатьевич и Головин Семён Васильевич[7].

## Города и поселения
- Вязниковская слобода (сов. г. Вязники) становится местом паломничества к чудотворному образу Казанской иконы Божией Матери (см. 1640, 1677, 1681 года)[8].

- Дворцовое село Павлово подарено царём Черкасскому Ивану Борисовичу[9].
- Кузнецкий острог (сов. Новокузнецк) становится центром Кузнецкого уезда[10].
- 1619—1625 — в Сольвычегодске на Троицкой стороне возводился новый острог (22 башни, свыше 1,4 км.)[11].

## Руководители приказов
| Года      | Приказ                | Ф,И,О главы                  | Примечания                   |
| --------- | --------------------- | ---------------------------- | ---------------------------- |
| 1615-1622 | Аптекарский приказ    | Салтыков Михаил Михайлович   | Кравчий                      |
| 1619-1628 | Ямской приказ         | Пожарский Дмитрий Михайлович |                              |
| 1617-1626 | Новгородская четверть | Грамотин Иван Тарасьевич     |                              |
| 1619-1626 | Посольский приказ     | Грамотин Иван Тарасьевич     | Первый раз: 1603-1604 и 1605 |
| 1619-1628 | Ямской приказ         | Пожарский Дмитрий Михайлович |                              |
| 1621-1628 | Разбойный приказ      | Пожарский Дмитрий Михайлович |                              |
| 1619-1629 | Книгопечатного дела   | Телепнёв Ефим Григорьевич    |                              |
| 1622-1642 | Большой казны         | Черкасский Иван Борисович    | С перерывам в 1638           |
| 1622-1642 | Иноземский приказ     | Черкасский Иван Борисович    |                              |
| 1622-1642 | Стрелецкий приказ     | Черкасский Иван Борисович    |                              |
| 1622-1637 | Аптекарский приказ    | Черкасский Иван Борисович    |                              |

## Воеводы[16]
| Года      | Город     | Ф,И,О воеводы                           | Примечания          |
| --------- | --------- | --------------------------------------- | ------------------- |
| 1620-1625 | Алексин   | Лодыженский Савин Суринов               | В другом акте Ефрем |
| 1620-1622 | Астрахань | Прозоровский Семён Васильевич           | Стольник            |
| 1620-1622 | Берёзов   | Писемский Иван Прохорович               |                     |
| 1620-1626 | Боровск   | Трусов Михаил Михайлович                |                     |
| 1621-1622 | Брянск    | Долгоруков Алексей Григорьевич Чертёнок |                     |
| 1622-1623 | Белгород  | Тюфякин Григорий Васильевич             | Стольник            |
| 1621-1622 | Белёв     | Загряжский Андрей Иванович              |                     |

## Правление
Список глав государств в 1622 году

## Родились
- Строганов, Даниил Иванович (17 декабря 1622 — 19 октября 1668) — богатый купец и промышленник.
- Шереметев, Василий Борисович (1622 год — 24 апреля 1682 года) — военный и государственный деятель, крупный полководец. Сын боярина и воеводы Бориса Шереметева и его первой жены Екатерины.

## Умерли
- 10 (20) февраля — Годунов, Никита Васильевич, окольничий и воевода, старший сын Василия Осановича Годунова; дальний родственник царя Бориса Годунова[17].
- Годунова, Ксения Борисовна (1582, Москва — 30 августа (9 сентября) 1622, Владимир) — русская царевна, дочь царя Бориса Годунова и Марии Скуратовой-Бельской, сестра царя Фёдора Борисовича[18].
- 19 (29) февраля — Мстиславский, Фёдор Иванович, последний князь-Гедиминович из рода Мстиславских, боярин (1576), старший сын главного московского воеводы и боярина князя Ивана Мстиславского[19].
- Пушкин, Никита Михайлович (? — 1622) — дворянин московский (1577), воевода и окольничий.